# Брекель
Брекель — старейшая бельгийская порода кур яичной продуктивности. Отличается отличным здоровьем.
Плечи широкие, крылья плотно прижаты к телу. Хвост у самцов длинный, с закругленными косицами. Грудь широкая, живот массивный.

## История породы
Порода брекель возникла в области Брекель в Бельгии.
В 1884 году порода кур была признана.

## Продуктивность
Живая масса петухов низкая: от 2,2 до 2,8 кг. Масса кур-несушек может достигать до 2,7 кг.
Яйценоскость колеблется от 120 до 220 яиц в год, при этом масса яйца достигает 60 г, а для инкубации нужно отбирать самые крупные яйца.